# دومینیک آریبیج
دومینیک آریبیج (انگلیسی: Dominique Arribagé؛ زادهٔ ۱۱ مهٔ ۱۹۷۱) بازیکن فوتبال اهل فرانسه است.
از باشگاه‌هایی که در آن بازی کرده‌است می‌توان به باشگاه فوتبال رن و باشگاه فوتبال تولوز اشاره کرد.